# Uragan Dean
Uragan Dean bila je najjača tropska oluja atlantske sezone uragana 2007. godine. To je ujedno i najjači atlantski uragan od uragana po imenu Wilma 2005. godine.
Dean se preselio na zapad-sjeverozapad preko istočnoga Atlantskoga oceana kroz kanal Svete Lucije i na Karipsko more. Postao je vrlo jak uragan, dosegnuvši 5. kategoriju na Saffir - Simpsonovoj skali uragana, prije nego što se kretao južno od Jamajke 20. kolovoza. Oluja se preselila na kopno na poluotoku Yucatanu 21. kolovoza kao uragan 5. kategorije. Oluja je putovala preko poluotoka i ušla u zaljev Campeche, kao oslabljena oluja, ali još uvijek kao uragan. Ojačala je za kratko vrijeme prije nego što se dogodio odron zemlje u Veracruzu, u Meksiku, 22. kolovoza. Dean se polako preselio na sjeverozapad, slabio je u području niskog tlaka preko jugozapadnoga SAD-a.
Jaki vjetrovi, valovi, kiše i oluje uzrokovali su preko 45 smrtnih slučajeva diljem deset zemalja i izazvali procijenjene štete od 1,5 milijardi američkih dolara. 